# Црвеноока седефица
Црвеноока седефица врста је лептира из породице шаренаца (лат. Nymphalidae).

## Опис
Са доње стране крила има беле тачке уоквирене црвеним прстеновима. Има и беле пеге, мада оне могу да буду једва видљиве или одсутне код различитих форми овог лептира. Може се срести ина чистинама у ретким шумама. Настањује читаву Европу.
Карактеристика врсте је низ црвених пега са белим тачкицама.

## Биљке хранитељке
Храни се биљкама из рода љубичица (Viola spp.)